# Makpetrol
Makpetrol A.D. ist ein nordmazedonisches Erdölhandelsunternehmen mit Sitz in Skopje. Es beschäftigt rund 2000 Mitarbeiter und ist an der Macedonian Stock Exchange gelistet.
Das Unternehmen wurde 1947 unter dem Namen Jugopetrol – Skopje gegründet. Das mit Öl und Ölprodukten handelnde Unternehmen beschäftigte zunächst rund 90 Mitarbeiter und unterhielt einige Tankstellen. Ab 1980  firmierte es unter RO Makpetrol – Skopje und zehn Jahre später wurde das Unternehmen in eine Aktiengesellschaft umgewandelt.